# زیردج
زیردج، روستایی در دهستان پیرسهراب بخش پیرسهراب شهرستان چابهار در استان سیستان و بلوچستان ایران است.

## جمعیت
بر پایه سرشماری عمومی نفوس و مسکن در سال ۱۳۹۵، جمعیت این روستا برابر با ۲۶۹ نفر (۷۴ خانوار) بوده‌است.